# Emil Okuliár
Emil Okuliár (* 22. Mai 1931) ist ein ehemaliger tschechoslowakischer Skilangläufer.
Okuliár, der für den TJ Jiskra Harrachov und den Baník Trutnov startete, lief bei den Nordischen Skiweltmeisterschaften 1954 in Falun auf den 40. Platz über 30 km und zusammen mit Josef Stébel, Vlastimil Melich und Ilja Matouš auf den siebten Rang mit der Staffel. Zwei Jahre später belegte er in Cortina d’Ampezzo bei seiner einzigen Teilnahme an Olympischen Winterspielen zusammen mit Vlastimil Melich, Josef Prokeš und Ilja Matouš den achten Platz in der Staffel.  Im selben Jahr holte er bei den tschechoslowakischen Meisterschaften über 15 km seinen einzigen nationalen Meistertitel im Einzel.